# Cerkiew Trójcy Świętej w Moskwie (Strogino)
Cerkiew Trójcy Świętej – prawosławna cerkiew w Moskwie, w rejonie Strogino, na terenie dawnej wsi Troice-Łykowo. Zabytek architektury barokowej, jedna z wzorcowych realizacji tzw. baroku naryszkinowskiego.
Świątynia znajduje się w dekanacie Zaśnięcia Matki Bożej eparchii moskiewskiej miejskiej Rosyjskiego Kościoła Prawosławnego.

## Historia
Cerkiew została wzniesiona w latach 1698–1704 na terenie wsi Troice-Łykowo stanowiącej własność Naryszkinów. Inicjatorem jej powstania był Lew Naryszkin. Powstała świątynia, druga po drewnianej cerkwi Zaśnięcia Matki Bożej prawosławna budowla sakralne we wsi, stała się wzorcem architektury baroku moskiewskiego (naryszkinowskiego). Budową kierował najprawdopodobniej Jakow Buchwostow, który przez całe życie związany był z Naryszkinami. Za tym, że autorem projektu obiektu był Buchwostow, świadczy zarówno dokument odnoszący się najprawdopodobniej do budowy cerkwi, jak i jej bliskie podobieństwo stylistyczne z dwiema barokowymi budowlami sakralnymi niewątpliwie wzniesionymi według jego planów: cerkwią nadbramną Wjazdu Chrystusa do Jerozolimy w kompleksie monasteru Nowe Jeruzalem w Istrze oraz cerkwi Obrazu Chrystusa Nie Ludzką Ręką Uczynionego we wsi Ubory (obecnie rejon Odincowski Moskwy). Gotowy obiekt został wyświęcony cztery lata po ukończeniu prac budowlanych. Budowla reprezentuje typ świątyni, w której w obrębie jednego budynku znajdują się zarówno główna nawa i pomieszczenie ołtarzowe, jak i dzwonnica, położona ponad nawą (typ „pod dzwony”, cs. iże pod kołokoły). Nawa cerkiewna ma kształt prostokąta, na którym usytuowano trzy ośmiokątne kondygnacje; dzwonnicę mieści środkowa. Całość otoczona jest galerią i zwieńczona trzema kopułami. Cerkiew z zewnątrz posiada bogatą dekorację rzeźbiarską. W cerkwi znajdował się unikatowy dziewięciorzędowy złocony ikonostas, zdobiony rzeźbami z motywami winorośli. W 1812 cerkiew została zdewastowana przez wojska francuskie razem z całą posiadłością w Troice-Łykowie.
Cerkiew Trójcy Świętej pozostawała czynna do 1930, podobnie jak druga, wzniesiona w XIX w. cerkiew Zaśnięcia Matki Bożej na terenie dawnego Troice-Łykowa. Cerkiew Zaśnięcia Matki Bożej została zaadaptowana na stołówkę przy szkole suworowskiej, a jej wyposażenie uległo zniszczeniu; cerkiew Trójcy Świętej uniknęła podobnego losu, gdyż w 1935 Liga Narodów uznała ją za zabytek architektury o znaczeniu ogólnoświatowym. Dzięki temu budowla nie poniosła w okresie radzieckim większych strat; jednak jej ikonostas nie zachował się w pełni w pierwotnej postaci. W latach 70. XX wieku obiekt był restaurowany przez zespół pod kierownictwem profesora I. Iljenko, jednak prace nie zostały zakończone z powodu braku funduszy. Obiekt został w pełni przywrócony do pierwotnego wyglądu dopiero po 2000.